# Ural-4320
Ural-4320 – radziecka wielozadaniowa ciężarówka, zaprezentowana po raz pierwszy w 1978 roku. Pojazd ten jest do dzisiaj produkowany przez fabrykę UralAZ w mieście Miass w Rosji. Ciężarówki te wykorzystywane były w Armii Radzieckiej, a także współcześnie służą w Siłach Zbrojnych Federacji Rosyjskiej.
Ural-4320 jest rozwinięciem modelu Ural-375D. Pojazd przeznaczony jest do transportu ładunków i ludzi w każdym terenie i podobnie jak swój poprzednik stanowi platformę dla wyrzutni rakietowej BM-21 Grad.